# Sainte-Marie (Ardenne)
Sainte-Marie è un comune francese di 84 abitanti situato nel dipartimento delle Ardenne nella regione del Grand Est.

## Società

### Evoluzione demografica
Abitanti censiti